# Deportación de los indígenas de Estados Unidos

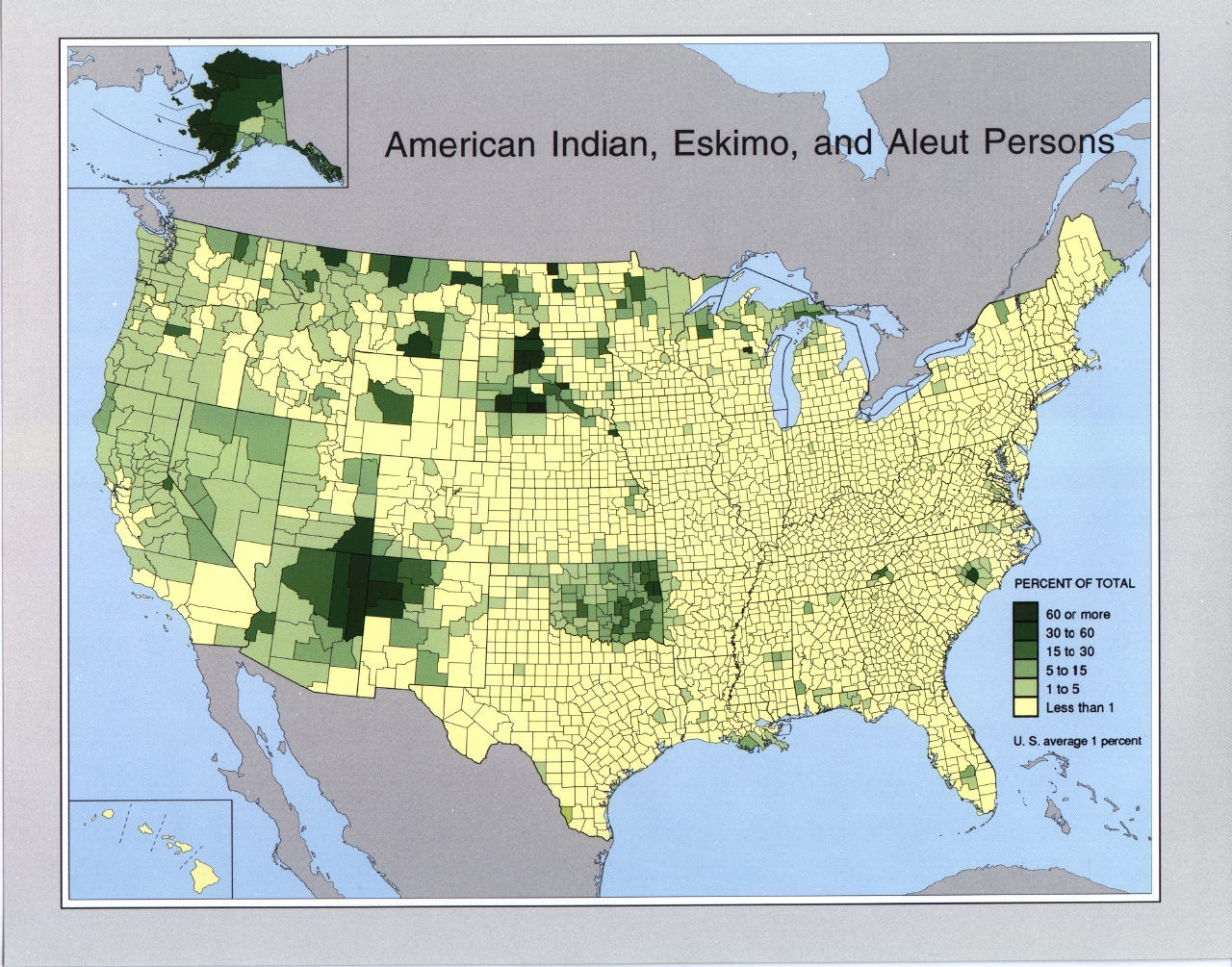
Los nativos estadounidenses se concentran, actualmente, en el oeste de los Estados Unidos.

La deportación de los indios de los Estados Unidos, que se denomina oficialmente en inglés Indian removal ("desplazamiento de los indios" traducido al español) fue la política del gobierno de Estados Unidos de expulsar por la fuerza a las tribus de nativos estadounidenses que se autogobernaban de sus tierras ancestrales en el este de Estados Unidos a tierras al oeste del río Misisipi, concretamente a un territorio indio designado (aproximadamente, el territorio actual Oklahoma). La Ley de Traslado Forzoso de los Indios, la ley clave que autorizó el traslado de las tribus nativas, fue firmada por Andrew Jackson en 1830. Aunque Jackson adoptó una línea dura respecto a la expulsión de los nativos, la ley se aplicó principalmente durante el gobierno de Martin Van Buren. Tras la aprobación de dicha ley en 1830, unos 60 000 miembros de las naciones cherokee, muscogee (creek), seminola, chickasaw y choctaw (incluidos miles de sus esclavos negros) fueron expulsados por la fuerza de sus tierras ancestrales, y miles de ellos murieron durante el Sendero de Lágrimas.
La expulsión de los nativos, una política muy popular entre los colonos blancos, fue consecuencia de las acciones de los colonos europeos en Norteamérica durante el periodo colonial y, posteriormente, del gobierno de Estados Unidos (y sus ciudadanos) hasta mediados del siglo XX. Los orígenes de esta política se remontan a la administración de James Monroe, aunque abordaba los conflictos entre europeos y nativos norteamericanos que se habían producido desde el siglo XVII y que se intensificaron a principios del siglo XIX (a medida que los colonos blancos empujaban hacia el oeste con la creencia colonial de la Doctrina del destino manifiesto). Las opiniones históricas sobre la expulsión de los nativos se han revaluado desde entonces. La amplia aceptación contemporánea de la política, debida en parte a la aceptación popular del concepto de destino manifiesto, ha dado paso a una perspectiva más sombría. Los historiadores han descrito el traslado de los nativos de Estados Unidos como paternalismo, limpieza étnica o genocidio.

## Asimilación o desplazamiento voluntario
Desde la presidencia de Thomas Jefferson, la política estadounidense en esta cuestión fue la de autorizar a los indios a permanecer en el este del Misisipi, siempre que fueran asimilados o "civilizados". El objetivo inicial de esta política era hacerlos abandonar su propia cultura, religión y formas de vida a favor de la cultura europea, de la religión cristiana y de un modo de vida sedentario agrícola. Jefferson confiaba en que, asimilándolos, y después de hacerlos abandonar su medios de vida tradicionales (cacería), los indios fueran económicamente dependientes del comercio y del poder económico de los americanos blancos, y que, de esta forma, estarían dispuesto a renunciar a sus tierras ancestrales a cambio de bienes materiales.
En una carta a William Henry Harrison, Jefferson escribió en 1803:

Para promover esta disposición de intercambiar unas tierras que ellos tienen desocupadas y que nosotros queremos, porque las necesitamos, por otras que nosotros no ocupamos y que ellos quieren (sic), impulsaremos nuestro comercio, y verán de buen grado como algunos individuos buenos e influyentes entre su gente comienzan a endeudarse, y ya sabemos que cuando las deudas son más de las que la gente puede pagar, todos están dispuestos a liquidarlas cediendo sus tierra... De esta forma, nuestra colonización irá rodeando y acercándose gradualmente a los indios, y ellos, con el tiempo, tendrán que asimilarse a nosotros como ciudadanos de los Estados Unidos, o bien irse más allá del Misisipi. Esta es la mejor manera para ellos mismos de poner punto final a su historia; pero, para que todo eso se así, es imprescindible cultivar su amistad. Para asustarlos, tenemos que fingir que, con nuestra fuerza y su debilidad, es evidente que han de entender que sólo nos es necesario cerrar la mano para aplastarlos, y que toda nuestra generosidad hacia ellos se explica únicamente por razones humanitarias. Si cualquier tribu fuera bastante valiente para decidirse de una vez (pero toda la tribu), y se marcharan hacia la otra orilla del Misisipi, como única condición para la paz, sería un ejemplo para las otras, y un gran paso para nuestra consolidación definitiva.

La adquisición de las tierras de los nativos fue un proceso muy largo, y cada paso se intentó cubrir jurídicamente mediante un tratado, pero a veces se empleó directamente la fuerza. A principios del siglo XIX, la noción de "tierras de intercambio" se desarrolló  y se escribió en algunos tratados de cesión territorial. Cada tribu india renunciaría a sus tierras del este del país a cambio de una pieza de tierra igual o comparable al oeste del río Misisipi (como si esa tierra se encontrara desierta, y no vivieran ya otras tribus). Esta idea la propuso Thomas Jefferson desde 1803, pero no se empezó a reflejar en los tratados hasta 1817, cuando la Nación Cheroqui aceptó ceder una gran extensión de tierra al este por un territorio de las mismas dimensiones donde hoy se encuentra el estado de Arkansas. Después se fueron firmando muchos otros tratados de este estilo, pero finalmente este proceso desembocó en el Indian Removal Act.